# Заштита људских права особа са инвалидитетом (књига)
Заштита људских права особа са инвалидитетом је научни рад који се бави заштитом људских права особа са инвалидитетом аутора др Дамјана Татића, објављена 2008. године у издању "Службеног гласника" из Београда

## О аутору
Дамјан Татић је дипломирао на Правном факултету у Београду, магистрирао на Катедри за међународно јавно право Правног факултета у Београду, докторирао на Факултету политичких наука Универзитета у Београду на тему заштите људских права особа са инвалидитетом. Члан је Савеза дистрофичара Србије и један од оснивача Центра за самостални живот инвалида Србије. Аутор је више од 20 научних радова, предавач на скуповима о правима особа са инвалидитетом широм Србије, као и на међународним конвенцијама и семинарима.

## О књизи
Књига представља резултат вишегодишњег истраживања садржине правних норми и стратеђких докумената и програма којима се утврђује правни положај особа са инвалидитетом. Предмет истраживања били су акти усвојени на глобалном нивоу али и на локалном нивоу, регионална документа. Срж рада чине анализа, закључци и препоруке садржани у докторској дисертацији аутора. Представља покушај теоријске синтезе нљапора који су учињени за афирмисање и заштиту људских права особа са инвалидитетом крајем 20. и почетком 21. века.